# Iker Casillas
Iker Casillas Fernández (Móstoles, 20 de maio de 1981) é um ex-futebolista espanhol que atuava como goleiro. É amplamente considerado o maior goleiro da história do Real Madrid e um dos maiores da história do futebol. Foi eleito o melhor goleiro do mundo nos anos de 2008, 2009, 2010, 2011 e 2012 pela Federação Internacional de História e Estatísticas do Futebol (IFFHS), superando grandes nomes como Gianluigi Buffon e Petr Čech.
Pelo Real Madrid, clube onde atuou em mais de 700 partidas oficiais, Casillas chegou ao time principal em novembro de 1997, mas só veio a estrear pela equipe em 1999, aos dezoito anos de idade, após uma lesão do então titular Bodo Illgner. Na temporada 2010–11, após a saída do ídolo Raúl González, coube a Casillas assumir a braçadeira de capitão da equipe.
Já pela Seleção Espanhola, foi o capitão durante a Copa do Mundo de 2010, em que os espanhóis sagraram-se pela primeira vez campeões mundiais. Após a conquista mundial com a Espanha, foi eleito o melhor goleiro (ou guarda-redes) da Copa do Mundo, conquistando a Luva de Ouro.
Liderou a Seleção também na conquista das Eurocopas de 2008 e 2012, tornando a Espanha a primeira bicampeã consecutiva do torneio em toda a história do futebol europeu. No dia 1 de julho de 2012, com a goleada por 4–0 contra a Itália na final da Euro 2012, Casillas tornou-se o primeiro futebolista na história a completar 100 vitórias atuando por sua Seleção.

## Carreira

### Real Madrid
Após atuar por oito anos nas categorias de base do Real Madrid, Casillas foi promovido ao time principal pela primeira vez no dia 27 de novembro de 1997, aos 16 anos, ainda com o treinador alemão Jupp Heynckes, para uma partida da Liga dos Campeões da UEFA contra o Rosenborg. Com as lesões do titular Bodo Illgner e do reserva Albano Bizzarri, tendo restado apenas Santiago Cañizares como opção para a meta, Heynckes optou por convocar o garoto Casillas das categorias de base para ocupar a vaga de reserva de Cañizares. Neste jogo, porém, Casillas não chegou a atuar. Sua estreia como titular da equipe viria dois anos mais tarde, já com o novo treinador da equipe, Vicente del Bosque. Na temporada 1999–00, mais precisamente no final do ano de 1999, após uma lesão no ombro do então titular Bodo Illgner, Casillas, então com dezoito anos de idade, assumiu o posto de goleiro titular dos merengues.
Em 2000, apenas quatro dias depois do seu 19º aniversário, tornou-se o mais jovem goleiro a disputar uma final da Liga dos Campeões, ao atuar na vitória por 3–0 contra o Valencia.
Casillas perdeu sua vaga de titular para César Sánchez, mas esta fase foi temporária. Iker logo se redimiu quando Sánchez sofreu uma lesão nos últimos minutos da final da Liga dos Campeões da UEFA de 2001–02. Casillas entrou aos 23 minutos do segundo tempo e realizou várias defesas contra o Bayer Leverkusen, garantindo a vitória por 2–1 e o título continental para a equipe merengue. O arqueiro manteve-se como titular do Real Madrid, somando mais de 10 anos no posto.
Teve uma grande temporada 2007–08, sendo fundamental na conquista da La Liga, o 31º título do Campeonato Espanhol conquistado pela equipe. Casillas sofreu apenas 32 gols em 36 jogos e conquistou também o Troféu Zamora, prêmio entregue ao goleiro menos vazado da temporada. Em junho de 2008, logo após o fim da temporada, o jogador teve o seu contrato renovado.
No dia 9 de fevereiro de 2009, depois de uma vitória por 1–0 contra o Racing de Santander, Casillas chegou aos 454 jogos pelo Real Madrid e igualou a marca de Francisco Buyo.
Durante a temporada 2009–10, no dia 4 de outubro, num jogo contra o Sevilla, Casillas fez uma defesa extraordinária numa finalização do argentino Diego Perotti, impedindo que este marcasse o gol. Após a partida, o arqueiro recebeu elogios do ex-goleiro e lenda do futebol inglês Gordon Banks, que afirmou:
| “ | Os reflexos de Casillas são incríveis. Se ele continuar a jogar neste nível, isto vai rapidamente torná-lo um dos melhores goleiros da história. | ” |

Na temporada 2010–11, com a saída de Raúl González, Casillas foi nomeado o novo capitão do Real Madrid. O goleiro foi um dos principais nomes da equipe comandada por José Mourinho, realizou grandes defesas ao longo da temporada e teve a coroação no dia 20 de abril de 2011, com a conquista da Copa do Rei. Após um empate em 0–0 contra o grande rival Barcelona, Casillas viu o português Cristiano Ronaldo marcar na prorrogação o gol do título.

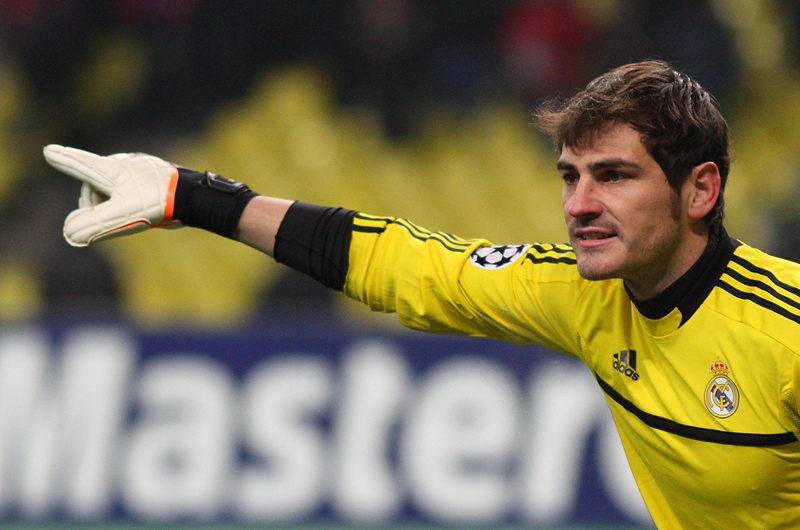
Casillas pelo Real Madrid em 2012

No dia 22 de dezembro de 2012, Casillas sentiu dores na partida contra o Málaga, abandonou o jogo e o treinador José Mourinho colocou Antonio Adán na partida. Após essa discussão com Mourinho e o banco de reservas, mesmo sendo eleito novamente o melhor goleiro do ano, foi então que o rival Barcelona ficou interessado em contar com o seu futebol, mas não realizou nenhuma proposta oficial. Casillas só voltou a jogar quando Adán, então goleiro titular do Real Madrid, acabou sendo expulso. Mas o novo titular da meta sofreu uma fratura na mão no dia 23 de janeiro de 2013, após levar um chute de um companheiro de equipe, e desfalcou o Real Madrid numa partida contra o Valencia, pela Copa do Rei.
No dia 26 de fevereiro de 2014, contra o Schalke 04, pela Liga dos Campeões da UEFA, Casillas levou um gol do seu ex-companheiro Klaas-Jan Huntelaar na goleada merengue por 6–1. O centroavante neerlandês acabou com o recorde de 952 minutos de Casillas sem tomar um gol, batendo o ex-dono deste recorde, o goleiro Francisco Buyo.
No dia 24 de maio, após a vitória por 4–1 sobre o Atlético de Madrid na final realizada no Estádio da Luz, Casillas conquistou seu terceiro título da Liga dos Campeões da UEFA.
Ainda em 2014, o goleiro atingiu a marca de 700 jogos pelo Real Madrid na final da Copa do Mundo de Clubes da FIFA, realizada no Marrocos, onde o time merengue se consagrou campeão mundial ao vencer o San Lorenzo por 2–0.
Na temporada 2014–15, passou a receber vaias constantemente de parte da torcida devido a algumas falhas.

### Porto
Foi contratado pelo Porto no dia 11 de julho de 2015, assinando contrato por duas temporadas, com opção de renovação por mais uma. O arqueiro optou por escolher a camisa número 12. Como sucessor de Helton e contratado a pedido do então treinador Julen Lopetegui, Casillas logo tornou-se titular absoluto dos Dragões.

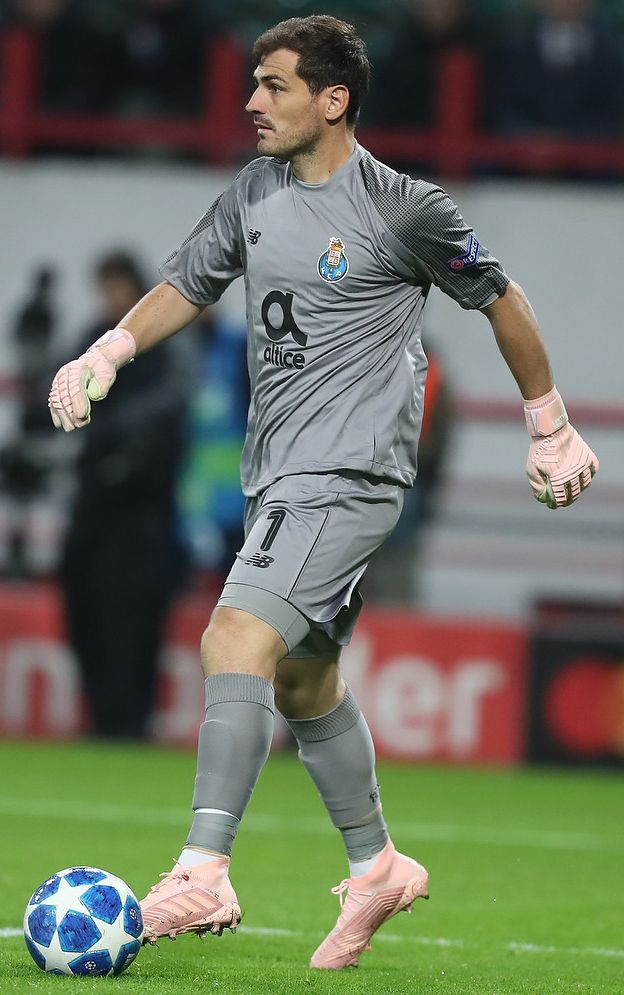
Casillas atuando pelo Porto em 2018

Em suas duas primeiras temporadas, tendo visto três treinadores passarem e sucessivos insucessos na corrida para recuperar os títulos, Iker acabou prolongando seu contrato, que era de dois anos, em princípio, para mais uma temporada. Na temporada 2017–18, sob o comando de Sérgio Conceição, o espanhol conseguiu finalmente seu primeiro título na Cidade Invicta. Em uma campanha cheia de emoções, o Porto superou seus adversários diretos e sagrou-se campeão nacional após quatro anos de jejum, em um dos títulos mais celebrados pela torcida nos últimos anos.
Apesar de ter perdido a titularidade na metade da temporada, Casillas sempre foi um pilar da equipe, conseguindo recuperar a posição e sendo fundamental para a conquista, principalmente nos jogos contra Sporting, Benfica e Marítimo. No dia 17 de maio de 2018, aos 36 anos, o goleiro teve o seu contrato renovado por mais uma temporada.

### Aposentadoria
Após ter ficado um longo tempo sem atuar devido a um infarto do miocárdio, Casillas teve sua aposentadoria antecipada por Jorge Nuno Pinto da Costa, presidente do Porto, no dia 18 de fevereiro de 2020. O goleiro confirmou o anúncio somente em agosto, afirmando que aquele era um dia difícil.
| “ | Hoje é um dos dias mais importantes e, talvez, mais difíceis da minha vida esportiva: chegou o momento de dizer adeus. Um dia difícil, mas não um dia triste, pois me considero um afortunado por ter chegado até aqui. E não me refiro a títulos, mas sim a parte humana. O importante é o caminho que você percorre e as pessoas que o acompanham, não o destino para onde o leva, porque que com trabalho e esforço vem sozinho e acho que posso dizer, sem hesitar, que esse foi o caminho e o destino dos sonhos. | ” |

## Seleção Nacional
Com a Seleção Espanhola, atuou desde as categorias de base, onde conquistou o Mundial Sub-20 de 1999, realizado na Nigéria.
Estreou na Seleção Principal em um jogo contra Suécia, e foi um reserva que não atuou durante a Euro 2000.

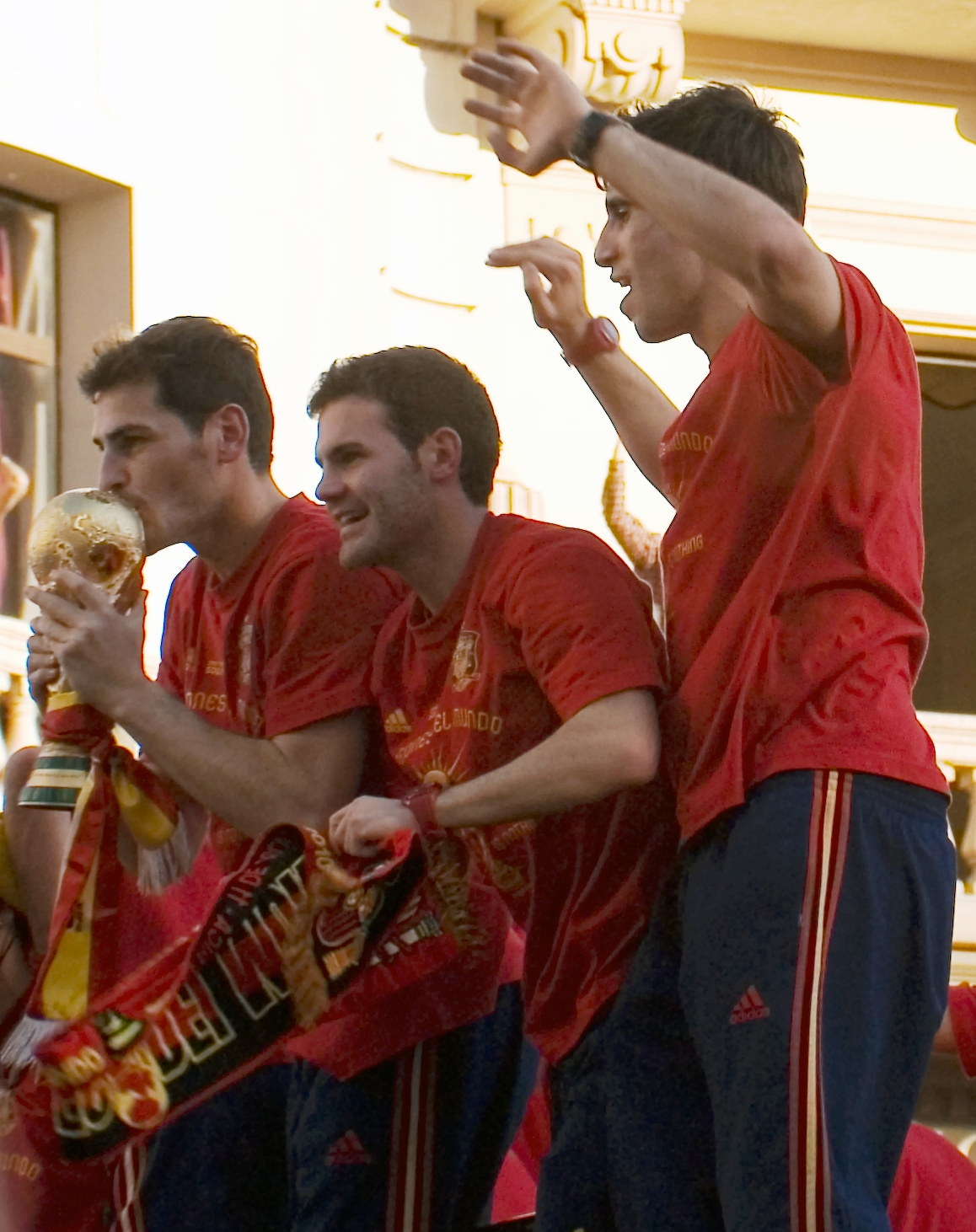
Casillas, Juan Mata e Javi Martínez celebrando a conquista da Copa do Mundo de 2010

Foi convocado para a Copa do Mundo de 2002, inicialmente como reserva de Santiago Cañizares. Entretanto, após uma lesão sofrida por Cañizares num acidente com um vidro de perfume, Casillas assumiu a vaga de titular. Aos 21 de idade, ele disputou sua primeira Copa do Mundo, tornando-se um dos mais jovens goleiros a ser titular no maior torneio do futebol mundial. Ele desempenhou um papel fundamental na meta espanhola quando salvou dois pênaltis durante as oitavas-de-final, numa disputa por pênaltis contra a República da Irlanda, classificando a Espanha para as quartas. Este desempenho lhe valeu o apelido de "San Iker".
Foi titular na Eurocopa de 2004, mas sua Seleção acabou sendo eliminada ainda na primeira fase do torneio com uma vitória, um empate e uma derrota. Dois anos depois, na Copa do Mundo de 2006, realizada na Alemanha, sua equipe estava indo bem, tendo se classificado em primeira no Grupo H, até encontrarem uma inspirada França do craque Zinédine Zidane nas oitavas de final. Os espanhóis saíram na frente com David Villa, mas acabaram sofrendo a virada e foram eliminados após perderem por 3–1.

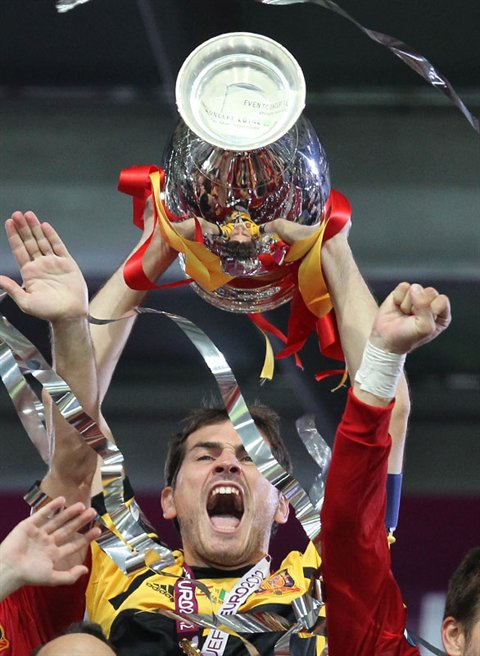
Casillas erguendo o troféu da Euro 2012, a terceira conquistada pela Espanha

Com a exclusão de Raúl da lista de convocados para a Euro 2008, Casillas recebeu a braçadeira de capitão da Seleção Espanhola. Ele foi titular nos dois primeiros jogos do Grupo D, contra Rússia e Suécia, e foi poupado no terceiro jogo, dando lugar ao reserva Pepe Reina. Já no dia 22 de junho, pelas quartas de final, Casillas defendeu dois pênaltis, cobrados por Antonio Di Natale e Daniele De Rossi, e os espanhóis eliminaram a Itália com uma vitória por 4–2 na disputa por pênaltis, após um empate sem gols no tempo normal e na prorrogação. Posteriormente a Espanha sagrou-se campeã do torneio, com uma vitória por 1–0 sobre a Alemanha na final, no dia 29 de junho, a primeira conquista de Eurocopa da Fúria em 44 anos (desde a edição de 1964, quando o torneio ainda era chamado Campeonato Europeu das Nações). Como capitão da equipe, Casillas teve a oportunidade de erguer a taça de campeão da Europa.
Em 2010, foi convocado para a terceira Copa do Mundo FIFA de sua carreira, realizada na África do Sul. Manteve a boa regularidade e, novamente como capitão, foi uma das mais importantes peças na campanha do primeiro título mundial da Espanha. Na final, os espanhóis bateram a Holanda por 1–0, gol de Andrés Iniesta. Tornou-se o terceiro goleiro a receber uma taça de campeão do mundo (depois dos italianos Gianpiero Combi e Dino Zoff), no primeiro título de seu país no torneio. Casillas conquistou ainda o prêmio Luva de Ouro do torneio, entregue ao melhor goleiro da Copa, tendo sofrido somente dois gols em todo o Mundial, na derrota contra a Suíça, durante a partida de estreia, e contra o Chile, também na fase de grupos.
Dois anos depois, Iker conquistou a Eurocopa de 2012, segundo título de Eurocopa na sua carreira e de forma consecutiva, já que havia conquistado o torneio quatro anos antes. Este tornou-se um fato inédito no futebol europeu, já que jamais uma Seleção havia conquistado duas Eurocopas de forma consecutiva. Foi talvez o principal jogador na impecável campanha da Espanha no torneio, sofrendo apenas um gol em seis jogos, e quebrando recordes. Exatamente na final da Euro, com a goleada por 4–0 contra a Itália, Casillas completou 100 vitórias por sua Seleção Nacional, um recorde jamais alcançado por nenhum outro futebolista na história. Além deste, outro recorde conquistado pelo goleiro espanhol foi o de mais tempo sem sofrer gols numa Eurocopa, superando o italiano Dino Zoff. O recorde de Zoff era de de 494 minutos, e Casillas superou-o chegando aos 510 minutos sem sofrer um gol sequer: 30 após o único gol sofrido no torneio, contra a Itália ainda na fase de grupos, 90 contra a Irlanda, 90 frente a Croácia, 90 nas quartas de final contra a França, 120 incluindo a prorrogação da semifinal contra Portugal e mais os 90 da final, novamente frente a Itália.
No dia 1 de julho de 2012, Casillas tornou-se o primeiro jogador a atingir 100 vitórias internacionais por seu país. Ele também estabeleceu um novo recorde com seus 509 minutos sem sofrer um gol na Euro de 2012, quebrando o registro do italiano Dino Zoff com 494 minutos. Casillas continuou seu novo recorde de minutos invicto com a Espanha com 817 minutos, que foi quebrado por Olivier Giroud.
Em maio de 2014, Casillas foi convocado para a Copa do Mundo realizada no Brasil, o seu quarto mundial consecutivo. Titular em dois jogos na competição, o goleiro não conseguiu impedir a eliminação da Espanha na fase de grupos. Casillas atuou na derrota por 5–1 contra a Holanda e na derrota por 2–0 contra o Chile.
Sua última competição pela Fúria foi a Euro 2016, realizada na França. No entanto, acabou preterido pelo treinador Vicente del Bosque, não atuando em nenhuma partida e sendo reserva de David de Gea. Nos anos seguintes o goleiro não foi mais convocado para jogar pela Seleção.

## Vida pessoal

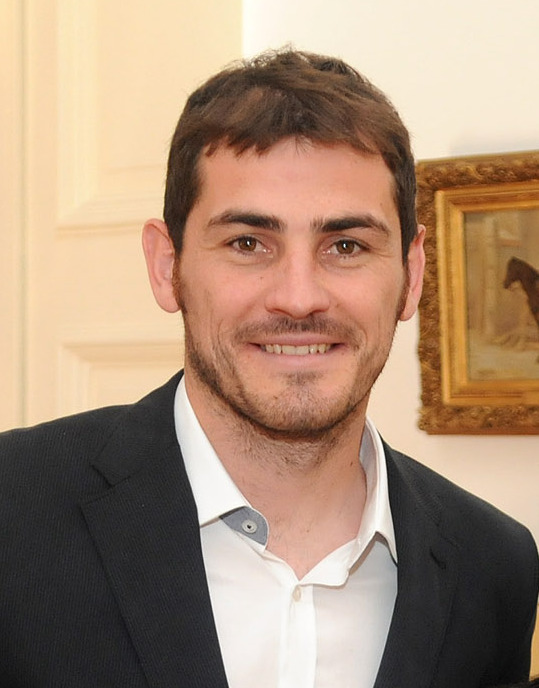
Casillas em 2011

### Relação com Sara Carbonero
Casillas conheceu a jornalista Sara Carbonero durante o decorrer da Copa das Confederações FIFA de 2009, na África do Sul. Na Copa do Mundo FIFA de 2010, também realizada na África do Sul, Sara Carbonero voltou a fazer parte da equipes de jornalista da MediaSet que viajaram para o país sul-africano e, Casillas continuou como goleiro titular da Espanha. A Seleção Espanhola sagrou-se campeã e Casillas foi entrevistado por Sara, beijando-a no final da entrevista.
O primeiro filho do casal, Martín Casillas Carbonero, nasceu no dia 3 de janeiro de 2014. Pouco mais de sete anos depois, em março de 2021, o casal se separou.

### Infarto do miocárdio em 2019
No dia 1 de maio de 2019, Casillas sofreu um infarto do miocárdio enquanto treinava com o Porto. O goleiro foi rapidamente levado ao hospital CUF e submetido a um cateterismo cardíaco. O clube, através de um comunicado oficial, confirmou também horas depois da cirurgia que o goleiro estava se recuperando bem. Casillas ficou afastado até o final da temporada, e após ter a continuidade de sua carreira incerta, antecipou sua aposentadoria dos gramados.

## Títulos
Real Madrid
- Liga dos Campeões da UEFA: 1999–00, 2001–02 e 2013–14
- La Liga: 2000–01, 2002–03, 2006–07, 2007–08 e 2011–12
- Supercopa da Espanha: 2001, 2003, 2008 e 2012
- Supercopa da UEFA: 2002 e 2014
- Copa Intercontinental: 2002
- Copa do Rei: 2010–11 e 2013–14
- Copa do Mundo de Clubes da FIFA: 2014

Porto
- Primeira Liga: 2017–18
- Supertaça Cândido de Oliveira: 2018

Seleção Espanhola
- Eurocopa Sub-15: 1995
- Eurocopa Sub-17: 1997
- Copa do Mundo FIFA Sub-20: 1999
- Eurocopa: 2008 e 2012
- Copa do Mundo FIFA: 2010

### Prêmios individuais
- Don Balón (Revelação da La Liga): 2000
- Troféu Bravo: 2000
- Equipe da Liga dos Campeões da UEFA: 2001–02, 2010–11, 2011–12 e 2013–14
- Melhor Goleiro da Liga dos Campeões da UEFA: 2001–02, 2010–11, 2011–12 e 2013–14
- Troféu Zamora: 2007–08
- Prêmio Equipe do Ano ESM: 2007–08
- Equipe do Ano da UEFA: 2007, 2008, 2009, 2010, 2011 e 2012
- Melhor Goleiro do Mundo pela IFFHS: 2008,[59] 2009, 2010, 2011[60] e 2012[18]
- Melhor Goleiro do Mundo pela FIFA/FIFPro: 2008, 2009, 2010, 2011 e 2012
- Seleção da Eurocopa: 2008 e 2012[61]
- Melhor Goleiro da Eurocopa: 2008 e 2012
- Equipe do Ano da Copa do Mundo FIFA: 2010
- Luva de Ouro de Melhor Goleiro da Copa do Mundo FIFA: 2010
- Melhor Goleiro da La Liga: 2008–09 e 2011–12
- Real Ordem de Mérito Esportivo: 2011[62]
- Equipe do Ano da Primeira Liga: 2018–19
- Melhor Goleiro da Primeira Liga: 2018–19
- Prêmio de Melhor Atleta do Futebol Clube do Porto: 2018–19
- Prêmio Golden Foot: 2017
- Globe Soccer Awards – Prêmio pela Carreira do Jogador: 2020
- 11Leyendas Jornal As: 2021
- XI Mundial: Melhor Equipe do Século 21[63]
- Seleção Espanhola de Todos os Tempos - IFFHS[64]